# Liste der deutschen Bundesländer nach Haushaltseinkommen
Die Liste der deutschen Bundesländer nach Haushaltseinkommen sortiert die 16 Bundesländer der Bundesrepublik Deutschland nach ihrem Haushaltseinkommen pro Kopf. Die Angaben gelten für das Jahr 2019.
| Rang | Bundesland             | Haushaltseinkommen pro Kopf (in EUR) |
| ---- | ---------------------- | ------------------------------------ |
| 01   | Bayern                 | 25.309                               |
| 02   | Hamburg                | 25.029                               |
| 03   | Baden-Württemberg      | 24.892                               |
| 04   | Hessen                 | 23.943                               |
| 05   | Rheinland-Pfalz        | 23.197                               |
| 06   | Schleswig-Holstein     | 22.833                               |
| 07   | Nordrhein-Westfalen    | 22.294                               |
| 08   | Niedersachsen          | 21.988                               |
| 09   | Bremen                 | 21.481                               |
| 10   | Berlin                 | 20.972                               |
| 11   | Brandenburg            | 20.475                               |
| 12   | Sachsen                | 20.335                               |
| 13   | Saarland               | 20.277                               |
| 14   | Thüringen              | 19.793                               |
| 15   | Sachsen-Anhalt         | 19.528                               |
| 16   | Mecklenburg-Vorpommern | 19.470                               |
|      | Deutschland            | 22.899                               |